# Geologia strutturale
La geologia strutturale è lo studio delle deformazioni delle rocce provocate dalle forze esistenti all'interno della crosta terrestre. Gli effetti di tali forze o stress tettonici sono conservati nelle rocce sotto forma di strutture deformative permanenti quali le fratture, le faglie e le pieghe. 
Lo scopo della geologia strutturale è l'analisi di queste strutture deformative, soprattutto a scala mesoscopica, cioè dell'affioramento roccioso, e microscopica. A tal fine si utilizzano tre strategie principali legate tra loro: analisi descrittiva, cinematica e dinamica. 
- L'analisi descrittiva consiste nell'individuazione e descrizione delle strutture deformative e nella misura della loro orientazione e caratteristiche principali.
- L'analisi cinematica è finalizzata all'interpretazione dei movimenti relativi che hanno prodotto le strutture deformative.
- L'analisi dinamica interpreta tali movimenti in termini meccanici, per definire le forze e le pressioni che hanno prodotto la deformazione. Più precisamente, l'analisi dinamica è lo studio della relazione tra lo sforzo e la deformazione. Analizzando quest'ultima si può ragionare sulla natura del primo.

In prima approssimazione si può dividere la deformazione permanente in due tipi: fragile e duttile.
Nel primo caso abbiamo la generazione di faglie e fratture; nel secondo di pieghe.
Ogni materiale, quindi anche una roccia, sottoposto ad uno sforzo reagisce deformandosi. 
La reazione ad una prima applicazione dello sforzo è di tipo elastico: l'eliminazione dello sforzo elimina anche la deformazione; ad un ulteriore incremento dello sforzo la deformazione entra nel campo plastico: anche annullando lo sforzo applicato la deformazione è ormai permanente;
incrementando lo sforzo oltre questo punto, si incrementa la deformazione; esiste un limite alla capacità di una roccia di adattarsi allo sforzo deformandosi plasticamente: la rottura (deformazione fragile). 
Per ogni tipo di roccia, i confini tra i campi elastico, plastico e rigido variano; variano per le caratteristiche del materiale e per le condizioni di pressione e temperatura a cui avviene la deformazione. Anche la velocità di applicazione dello sforzo è fondamentale. 
Così una roccia può essere elastica, plastica o fragile a seconda delle condizioni geologiche baro-termometriche, dell'ampiezza e del tempo di applicazione dello stress tettonico.
Ad esempio, una roccia fragile ha un ampio campo rigido: sottoposta a sforzo si rompe dopo una trascurabile deformazione plastica.
Analizzando l'orientazione e la distribuzione nello spazio dei piani di faglia, delle fratture, dei fianchi, cerniere e piani assiali di pieghe, ed altri elementi strutturali rilevabili con metodi diretti o indiretti, si può risalire al tipo e all'orientazione dello sforzo tettonico subito dalla roccia e quindi alla storia geologica del settore di crosta terrestre interessato dai fenomeni di deformazione.
I cambiamenti a grande scala che interessano la crosta terrestre in seguito all'azione di queste forze sono oggetto di studio della Tettonica. A tal scopo, le informazioni di dettaglio ottenute mediante la Geologia Strutturale sono integrate arealmente per ricostruire l'architettura e l'evoluzione delle strutture deformative di rango superiore e determinare la loro influenza sui processi di modellazione della superficie terrestre, di trasformazione delle caratteristiche delle rocce in profondità, di produzione e messa in posto dei magmi e di generazione dei terremoti. Tra gli effetti principali che la deformazione crostale produce sulla superficie terrestre ci sono le catene montuose, quali l'Himalaya, le Ande, le Alpi e le dorsali medio oceaniche, e le grandi depressioni chiamate bacini, quali i principali oceani, il Mediterraneo e l'Egeo.
La Geodinamica si occupa di determinare le cause che producono le principali forze responsabili della deformazione del nostro pianeta. Tipicamente, questa disciplina geologico-geofisica si occupa dei fenomeni che interessano le parti più profonde del nostro pianeta ed il mantello in particolare, dai cui movimenti dipende la migrazione delle placche tettoniche in cui è divisa la crosta terrestre.